# アゴなしゲンとオレ物語
『アゴなしゲンとオレ物語』（アゴなしゲンとオレものがたり）は、平本アキラによる日本の漫画作品。『週刊ヤングマガジン』（講談社）にて、1998年5・6合併号から2009年27号まで連載された。単行本は全32巻。通称「ゲンさん」または「アゴゲン」。

## 作品概要
零細運送会社の経営者であるゲンと、その社員であるケンヂを中心とした日常生活をギャグタッチに描いている。一話完結が基本であり、例外もあるが各話のタイトルは「○○のトラッカー」というような、そのお話のキーワードとトラッカー＝ゲンを合わせたものとなっている。元々はタイトルにあるように「オレ」ことケンヂの日記風の物語であったが、話が進むにつれて大胆かつ凄まじい下ネタまみれの作風と化していく。
2007年45号をもって一時休載に入り（翌46号から2008年8号まで、同じ作者による『やりすぎコンパニオンとアタシ物語』を連載）、2008年11号より再開した。その後、2009年27号をもって「第二部完」として連載終了となった。連載終了から5年後の2014年31号には、読み切りが掲載された。

## 登場人物

### アゴナシ運送社員
ゲン
32歳。零細運送会社「アゴナシ運送」社長だが、あまりの仕事量の少なさと、あまりに安い運送請負料（一回数百円）のため収入はほとんど無い。そのため、たまに突飛な仕事を思いつき実行している。本人はこの会社を株式会社だと自称している。漫画のタイトルの「アゴなしゲン」とは彼のことであり、実際にアゴが無く(しかしアゴが外れるエピソードがある)巨顔に中年太りした腹、短足の持ち主である。髪型はパンチパーマでその理由が、運送業=トラッカーの証であると言ってはばからない。フミという嫁がいるが、「ウンコしているところを見せろ」と言った事が原因で逃げられてしまった。現在はソープ嬢で保育士の友達のハルちゃんにべた惚れである。全身の体毛が異常なほど濃く、それが彼にとってもうひとつのトラッカーの証である。髭は異常なほど鋭く、触れるだけで大怪我をする程。加えて髪や髭の手入れをしないと性格が荒んでいき、さらに進行すると野獣のように凶暴になるという描写もあった。妄想癖があり、それに加えて無駄に行動力があるため暴走し、警察に逮捕されてしまうこともしばしば。自分より立場が弱そうな人物に対しては強気かつ傲慢に接するが、自分より立場や腕力が強そうな人を目の前にすると一転して気が弱くなる。配達の際は軽トラックを使用するものの不注意から事故を起こし、大破させてしまう事もある（それでも軽トラックは次の登場時は回復している）。一日に3度はオナニーをしているらしい。国民的アニメの主人公であるニョン太とPたんニョン太の声優が死亡した時に代替わりを頼まれるほどニョン太に声が似ている。が、「ニョ」発声方法の秘密に触れ断念。特技はコンボイ（根男：コンボーイ）ケーキというアメリカントラックの形をしたケーキ作りであり、これは若い頃コンボイケーキ職人をしていたことが所以である。また「デラ・ベッピン」と叫びながら繰り出すパンチが必殺技で意外と強力。住まいは広いとはいえないも、閑静な住宅街の中にある平屋の一戸建てで駐車場は無く、ちいちゃんやハルちゃんがよく差し入れを持って遊びに来る。マイルドセブンを吸っている。
ケンヂ
19歳。漫画のタイトルの「オレ」とは彼のことであり、初期は彼の視点から描いた物語であった。アゴなし運送の社員であり、「自称アゴなし運送副社長」。しかし稼ぎが無いに等しいため、彼女のちいちゃんに食わせてもらっている俗に言うヒモ男。しかし本人にその自覚は少なく、なかなかの浮気癖を持つ。特技はギターであり、タバコ、酒、パチンコを好み、ハンチング帽を好んでかぶっている。顔は作中随一の男前であり、アゴなし運送でホスト部を作った時にはかなりの人気を誇った。基本的に常識的で心優しい面なども見せるものの、ゲンと同様の妄想癖があり、悩みは体毛が薄い事。ハンドルを握ると人が変わるためか、運転免許は未だに持っていない。月形の知り合いのチコちゃんと絡む話になるとジャッキー・パルカスという他言語地域の人物を演じさせられる事もある。マイルドセブンを吸っている。
月形
巨乳の持ち主（ただしブラジャーを着けずに胸にサラシを巻いている）で眼鏡っ娘、金髪美人の21歳。元ルンペン。日雇い労働者が集うとある公園より劣悪な環境に興味を惹かれ入社、アゴナシ運送の3人目の社員である。ゲンは彼女を「お月」と呼ぶ。アゴなし運送での収入が無いに等しいため、家庭教師のバイトを副業としている。常に無表情であり、異常なほど冷静で取り乱すことは滅多に無いが、ちいちゃんが絡むと普段とは違った一面を見せる事も。何でもそつなくこなすが、部屋の掃除ができず常に汚れている。またギャンブルは非常に弱く、一度だけツキまくってギャンブルで大勝した時は普段からは想像もできないほどの熱狂ぶりを見せた。何事も経験というポリシーを持っており、好奇心旺盛であらゆる事柄に精通し、先のルンペン生活からアゴなし運送入社をも含め、彼女にとっては経験している状態である。ゲンのことを自分にはない思考の持ち主として尊敬しているが、逆にケンヂの事は多少見下している模様。ちいちゃんに気があり、これもケンヂを多少見下す一因となっている。

### ヒロイン
ちいちゃん
20歳。ケンヂの彼女。初期は単なる女の子であったが、話が進むに連れ謎の生活力を帯びた設定になる。安月給のケンヂを食べさせてやっており、同棲中。なかなか稼いでいるようだが、何の職業に就いているかは不明（過去に月形とハルちゃんにのみ自分の職業を明かした事がある）。ケンヂには時に厳しく、時に寛大に接しており、ケンヂを一人前にしたいという強い気持ちが窺える。特徴は初期の頃から変わらない目（の描かれ方）。細かいことは気にしない男勝りな性格で、たまに純情な一面を覗かせる事もある。家では料理を作るなど家事全般をこなしている。バイク好きで、しょっちゅう乗り回しているようだ。因みに、天然のパイパンである。
ハルちゃん
人とのふれあいを大切にする22歳。昼は保育士、夜はソープ嬢として働いており、ソープ嬢としてのプロ意識が高く、人気はトップクラスである。特徴は黒髪のショートヘアに、きれいに切り揃えられた前髪。ゲンは惚れているが、ハルちゃん本人の気持ちは不明。だが、読者の受け取り方によっては2人は両想いであるとも取れる。ちなみに春先になると、「春はハルちゃんの季節!なぜって名前がハルだから!!」の語りで始まるハルちゃん主役のお話が見られることがある。尚、保育士としての彼女は、園児達からの人望が厚い。

### その他
アフロの髪形をした人
サブキャラとして複数回様々な役目で登場する。主な役はアフロの髪形をした警官または刑事であり、この人物は悪さや行き過ぎた行動をするゲンやケンヂと登場し、2人を逮捕する。逮捕時はたいてい容疑者（ゲンであることが多い）に暴行を加える。その他には、いかついお兄さんや主婦、鳶職人、ソープランドのボーイとして数コマ登場する事もあり、話の大筋には絡まないものの、目立つだけに初期の頃から脇役としての地位を保っている。
ドドイツ
ゲンの唯一の友人。自称孤高のテロリストで、遠隔、時限、触発発火する様々な爆弾を作り、何がしかを企てる。無職。橋の下でホームレス生活している。「ドドイツ」とは本名ではなく、ゲンと過去に組んだお笑い芸人コンビ名、「レッツゴードイツ&ドドイツ」が元となっている。本名は不明。親に捨てられた過去を持ち、様々な辛い過去を過ごしてきた為、自らテロリストを自認し、幸せそうな家族、またはカップル達を心の奥底から憎み、クリスマスやバレンタインデーなどの記念日に彼らを不幸のどん底に突き落とすべく、様々な手法を用いテロを起こすものの、ゲンに察知されて作戦は失敗する事が多い。最近、ハルちゃんの所属するソープランドで人気ナンバー1であったサヤヤという女性が、ひょんなことから彼女になった。彼女が彼の筆下ろしの相手でもある。そのおかげか、テロを起こす頻度は減ってきている。
茶羽根太一
19歳。ケンヂの友人。好人物であるのだが、尻が異常なほどプリプリしている為、知らないうちに周囲にいる人々すべてをイライラさせてしまい暴行を受けるものの、初期は何故自身がいじめられているのか知らなかった。趣味は南米で習得したサンバ。マラソンとフットサルを得意としている。ゴキブリが羽を広げたときのような髪形をしている。マイホームを持つことを夢見ており、莫大な借金をして一戸建てを購入するも、ありえないレベルの欠陥住宅であったため直ちに崩壊、借金だけが残った。現在はその借金を返すべく昼夜問わず働いている。
タキザワシンジ
ゲンの知人。熱血小学校教師だが極度のロリコン。ロリコン趣味が高じて幼女型の人形とともに生活している（会話をこなすほど可愛がっている）が、その人形はよく暇潰しと称するゲン・ケンヂの悪戯の対象となっている。ラグビーをしており、子供達に教えたりもしている。小学校では生徒たちからは勿論、同じ教師からも嫌われているが、ラグビーのコーチとしては意外と人望がある。趣味はオナニーで好物はスニッカーズなるチョコレート菓子。絶頂時には「トラァイ…!」を口にする。よく腹を切る父親がおり、父親も同じくロリコン。モデルはドラマ『スクール☆ウォーズ』で山下真司が演じた教師・滝沢賢治。
飛鳥万太郎
(自称)二重人格のダッチワイフ職人。作るダッチワイフには「心」があり、それを作る自分は神以上であると豪語する。「ダッチ飛鳥」という凶暴な別人格を持っており、正常時はすべてを二重人格のせいにする。ダッチワイフにとてつもない愛着を持つが、よくゲン達によって自作のダッチワイフを滅茶苦茶にされている。タキザワが持つ人形は彼が製作したもの。モデルは実験人形ダミー・オスカーの渡胸俊介。
裏のおじいちゃん
裏AVマニアの老人だが、普段は子供たちにちゃんとした紙芝居を見せる良い老人。「裏のおじいちゃん」の「裏」は裏AVマニアである事が由来である。性欲は旺盛であり、万単位にわたるビデオを所有しており、中でも熟女モノを好む。自称元海軍士官で、過去に「セックスしながら戦争ができるかー!!」との名文句を吐くも軍人であったことはなく、戦争にも行っていない。「千春」という名の姪がおり、実の娘のように可愛がっている。
カイケツ
ゲンのペットである鶏。本名は「怪傑・豪傑」。ゲンが闘鶏に勝つために育て上げたのだが、雌鶏であったため勝負にならなかった。その後、そのままゲンのペットとなった。
ポチ
ゲンのペットである犬。ゲンの名づけた「ポチ」という名を本人はとても嫌っており、本名を「仁（ジン）」という。ポチは過去に垢マキゲという巨大熊に父親を殺され復讐を誓うも、仇である垢マキゲをゲンと勘違いしてしまい、隙を突いて仇を討つべく、ゲンの家に居候することになる。しかし後に自らの間違いに気づき、父親の魂の協力もあってついに必殺技「絶・倫五舞刃」で垢マキゲを倒す。しかしその後も居心地がいいのかゲンの元に居候しており、現在では本当にゲンのペットとなってしまった。初期の頃は硬派だったが、ある事件後に町内のボス犬となり、複数の彼女を持ち、100を超える子供を残すという絶倫ぶりを見せるようになる。ちなみに、100番目の息子の名前は百太郎（ももたろう）。モデルは銀牙 -流れ星 銀-の銀。
サヤヤ
ドドイツの彼女。自称34歳。しかし50歳超である可能性も。過去にとある理由から、風俗嬢からSAYAYAとしてのアイドル歌手デビューの夢を追う事になった。ドドイツと交際関係となった後、彼がマネージャーとなり、新曲「GOOP!」を全国に広めるため、様々なアイドル活動を積極的に展開するようになる。そんな彼女の歌声は不思議な力を持っており、歌う度に何かが起こる。
山田兄弟
ゲンに復讐を誓う元殺し屋。世界ランクNo.5の殺し屋兄弟で、身長体格が子供くらいの兄と、巨体で尚且つ太く長いアゴを持つ弟の2人で、「闇の組織」なる組織に通称「麗しの山田兄弟」として所属していた。兄のほうが弟の肩の上に乗り登場する事が多い。かつては裏の世界で名を轟かせていた有名な殺し屋だったが、ゲン・ケンヂの暗殺に失敗、殺し屋ランクがどんどん下がってしまい、殺しの情熱も次第に失っていき、最終的に殺し屋を廃業。その後、2人がラーメン屋、無医村の医者、銭湯の番台などをやっている所にゲンとケンヂが登場し、その度に命を狙うもことごとく失敗。その為、殺し屋家業を完全に諦め、小さなスナックを経営するように。ゲン・ケンヂが初めて来客した時は動揺するも和解し、今ではそこは2人の行きつけの店となっており、「闇の組織」が未だに諦めない2人の暗殺を、彼らはスナックのお得意様であるからと陰ながら助けてやっている。兄弟仲は良好なようだが、店の経営方針には違った考えを持つ。
バロンのママ
パブ喫茶バロンのママ。容姿はおっさんだが、れっきとした女性。麻薬不法所持により逮捕されていたが、現在は無事出所している。人間ジュークボックスなる特技があり、これは自分の頭部をビール瓶などで叩き、それによってリズムを奏でるという流血覚悟の特技である。
ピスタチオ五十郎
ピスタチオ好きの50歳代の説教強盗。もうすぐ六十郎であると語っている。世の中を憂いているという理由で、よく他人に説教をする。過去にゲンに対しても説教をし、感銘を受けたゲンが彼に弟子入りした事もある。説教はたとえ彼が強盗中に縛り上げた被害者に対しても、また風俗で相手をする女性に対しても行う。硬派を気取っているが、赤ちゃんプレイを好む。
宇宙田裕也
運送業界最大手であるアストロ運送の社長。常に鼻水を垂らしており、思考は幼稚園児以下で会話もままならないほど。そのためか、多くの側近が存在する。月形に好意を持っている。
フミ
ゲンの妻。本作開始当初から登場せず、ゲンに愛想を尽かし姿をくらましている設定。その後会いにやってくるが、しかしゲンが成長していないのを確認すると、再び姿をくらます。
物句読朗（ぶつくりーどろう）
読書愛好家で読書中に邪魔されることを嫌う。初老。ジャンルを問わず様々な本を読んでいるが、理由は本には人類の英知のすべてがあり、それを読む事が自らの無知を脱する方法であるから、と本人が語っている。実際自らの行動に悩んだ場合、その状況に即した本を読み、解決しようとする。今は月形の住むアパートの一室の隣の部屋で本郷三浪と共に生活している。英国紳士風の服装と片眼鏡を装着している。
本郷三浪
大学合格を夢見る浪人生。机に向かい真面目に勉強に励んでいるように見えるが、実際は不純な妄想ばかりしており、ノートには女性器の記号ばかり書いており、勉強は全くはかどっていない。丸刈り頭に分厚い眼鏡、学ラン姿が特徴。運転免許を取得している。現在は物句読朗と共に生活している。
チコちゃん
高校生。月形の家庭教師の生徒。元気で快活だが、歳の割に知性・常識が無く、対照的に博識な月形に対し尊敬以上の感情を持ち、「愛して」しまうようになる。対する月形は、彼女の想いを自分のちいちゃんへの想いから全てを否定することはできず、今でも先生・生徒の関係は続いている。ちなみにケンヂも彼女と面識があるのだが、ひょんな事から月形により「ジャッキーパルカス」という別人格で接しなければならない事になっている。ウインナーの缶詰が好物。
清水ひろこ
月形の住むアパートの管理人で若くして未亡人。かつての夫、随吉（ずいきち）さんから教わったずいき丼を今でも得意料理としており、下宿人たちにも毎晩振舞っている。また日本古来の性玩具・肥後ずいきを副業として製作・販売しており、良い物が仕上がると自ら使用してしまう事もある。所選ばず自慰をするかなりのオナニーマニアで、この作品には珍しい女性の淫乱キャラ。
ジェーン
女泥棒。危ない代物を運ぶ、悪運が強い事などで裏の世界で有名なアゴなし運送から2度盗みを成功させるも、虚無感に襲われるエピソードの後は登場しなくなる。一説によると北の方で牧場を始めたらしい。
綺羅星くん
ハルちゃんの勤める幼稚園にいる5歳の男の子。プレイボーイであり、ハルちゃんに対して大人な対応で口説こうとする。そんな彼を、同じくハルちゃんに惚れているゲンはライバル視する。5才児離れした言動や能力を持つが、ハルちゃんに怒られて泣いたり、祖父が亡くなった時に落ち込むなど年相応な一面を見せる場面も。
ぴゅう太
ケンヂの友人で、30代後半のゲーマー。小学生と同じ身長と服装をしており、レトロゲームの大会で優勝するほどの腕前を持つが最近のゲームや次世代機は苦手。貸しビルのオーナーだがほとんど働かず親の遺産を食い潰しながら生活している。容姿は『ゲームセンターあらし』の主人公・石野あらしがモデルであり、名前は実在したゲーム機「ぴゅう太」から来ている。
Bダッシュおじさん
ケンヂが子供の頃にBダッシュ芸と呼ばれるスタント芸で一世を風靡した人物。年齢は50代。しかし、現在は子供に嘘のゲームの攻略法で金を騙し取る詐欺師に落ちぶれた。その理由は「ゲーム機からBボタンが消えたこと」である。その結果、恋人だった女性は実の弟と結婚し、寝取られてしまう。『スーパーマリオ』の主人公マリオがモデルであり、恋人も弟もゲームの登場人物と似た容姿をしている。
桃子
かつてBダッシュおじさんの恋人にして許嫁だった女性で、現在は彼の弟の妻。おじさんの回想シーンに登場。前述の『スーパーマリオ』に登場するピーチ姫と似た容姿を持つ。

## 用語
愛死美絵無
「愛するコトも、死ぬコトも、美しすぎて、絵になら、無い」の略。ゲンの好きな言葉であり、彼の書く落書き等によく見られる。しかし、内容に深い意味は無いらしい。
アゴナシ運送
運送業界における超零細企業で、社長のゲン、及び社員2名と1台の軽トラックで運営している。売りは破格の低料金だが、社長のヤル気と仕事ぶりに問題があるのか顧客の数は一向に伸びない。作中「アゴナシ運送」と「アゴなし運送」の2つの表記が存在する（例：176話では前者が、177話では後者が用いられている）が、今挙げた例は同じ軽トラックでの表記のため、別段作中において使い分けがされている訳でもないようである。使用頻度の面からいえば前者が多い。また、軽トラの表記は「アゴナシ運送株式会社」となっているが、株主は存在しない。
アストロ運送
運送業界における最大手企業で、社長は宇宙田裕也。
エレファント運送
運送業界における中堅企業で、社員全員が象の被り物をしている。一応「アゴナシ運送」のライバル会社であり、黒髪の女がアゴナシ運送に難癖をつけるグループのリーダー格。社員の口癖は「パオ」。
軽トラック
アゴナシ運送にはなくてはならない唯一の社用車。車の側面には「マゴナシ運送株式会社」と手書きで社名が表記してあるが、「まごなし」なのはゲンの誤字によるもの。一般的な軽トラは室内空間の関係上2名の乗車が限度だが、月形が社員として加入後は3人で乗っているケースも多々見られる。社にとって重用される車だが、不運にも半壊はまだしも大破・炎上の回数は数を知れない。それでも次回登場時に元気な姿を見せるのは、作品の一話完結の理の恩恵を最大限に受けているおかげである。一度、擬人化した事がある。
コンボイケーキ
「その名の通りコンボイを模したケーキであり、その味は多くの人々を虜にする」ケーキである。なぜかゲンはコンボイケーキ作りにおいてプロ並みの腕前があり、数度のケーキ勝負に負ける事はなかった。

## 単行本

### 単行本内の企画
4コマ漫画
単行本の話と話の間の余りページにゲンが主役の4コマ漫画（話題になっている人物や映画をパロディ化したものが多い）が描かれているが、オチは決まってゲンが死亡するというものである。ケンヂですらあまり姿を見せないゲンの独擅場。
程度の差こそあれ、猟奇的でグロテスクな内容が多い。
アゴなしゲンとオレ物語実写版
ゲンそっくりの被り物を使って、連載初期のお話の一場面を実写化するという内容の企画。キャッチコピーは「科学はどこまでゲンさんを再現できるのか……!」。ゲンの他にケンヂ、ドドイツの被り物がある。節目の回には特別編が組まれる。
ゲンさん被害者の会
読者から送られる様々なクレームにゲンが一件ずつ謝罪のコメントを残すという内容の企画。よって本作下部には「Be-Bopアジア選手権」は掲載されない。
これは元々単行本内限定でなく、『ヤンマガ』の下部を利用して続いていたコーナーなので、そちらから先に説明する。普通のコーナーでは作者や劇中キャラに対するファンレターを扱うが、このコーナーはそれと正反対で、ゲンさんに対する不快感や個人的恨み（例:「ゲンさんの単行本を見られた後、彼女にふられました」「先日出会った人がゲンさんそっくりで、その日一日最悪でした」など）をぶつける構成になっている。これに編集部からコメント（例:「ゲンさんはもっとひどいんですから、下には下があるんですよ。ご希望の『カイジ』テレカをどうぞ」「そんなあなたも、ゲンさんと同じになったという事でしょうか?。ゲンさんテレカ送っときます」が寄せられ、毎週一人はその時『ヤンマガ』に連載中の漫画から希望する作品のテレホンカードが進呈される。だが他の採用者には、ゲンさん特製水着テレカが無理矢理進呈される。なお週によっては希望作品のテレカが複数登場したり、タチ切りが多い回はコーナーが掲載されない事もある。
単行本でのキャッチコピーは「読者からのクレームにゲンさんが謝っちゃうぞ!!」。クレームに対するゲンの回答は、自嘲気味なものからナルシスト気味なものと様々であるが、中には言いがかり的内容のクレームも存在し、そのようなものに対してはやや挑発的な回答をする。ただ挑発的な回答は最近増加傾向にある。また、殆どはゲンさんに対するクレームだが少数ながらも、ゲンさんへの励ましや応援のメッセージも見られる。
アゴナシの地平線
ゲンが喜多方ゲンゾウというペンネームを名乗り、読者の悩みに答えようという企画。サブタイトルは「なぜか届く読者からの悩みにゲンが答える!ハードボイルド処方箋」。3ページで構成されており、1ページ目は自身の日常にスポットを当てた話（まえがき）、2・3ページ目に読者の悩みに対する回答となっている。読者の悩みはくだらないものが多いものの、ゲンゾウは熱く漢（をとこ）らしく回答をする。載っているイラストが劇画調で活字が多く、一見真面目なページに見えるが、回答の最後にはきちんとオチがある。現版で解説している中では唯一、終了した企画（ちなみに最後は喜多方ゲンゾウが投獄されたという理由で終了している）。モデルとなったのはかつて講談社が発行していた『ホットドッグ・プレス』で連載されていた北方謙三の悩み相談企画「試みの地平線」。

## その他
- 『ヤンマガ』掲載時、最終ページの欄外コメントは「おしまい／来週も読まないと怒るよ、フフフ……。」か「おしまい／来週は、お休みだ。本当にスマンな。」（次号休載の場合）のいずれかで固定されていた（最終回前を除く）。
- 深田恭子はこの作品のファンである事を公言している。ゲンと深田恭子が競演する「ゲンさんmeets深田恭子」という特別編が描かれている（単行本8巻に収録）。

## 他作品とのコラボレーション
アゴなしゲンとネコ物語
東和広の漫画『ユキポンのお仕事』とは2001年と2005年にコラボレーションを行っている。『週刊ヤングマガジン』2001年第16号と第17号では『特別編 アゴなしゲンとネコ物語』前後編が掲載され、2005年第30号ではヤンマガ25周年を記念して『アゴなしゲンとネコ物語』が掲載された。
アゴなしゲンと30周年物語
『週刊ヤングマガジン』2010年29号において創刊30周年を記念した読み切りを掲載。同誌で連載中の『ユキポンのお仕事』、『チェリーナイツ』、『食べれません』、『セクシーDANSU☆GAI ユビキタス大和』、『みなみけ』のキャラクターが登場し、ゲンやケンヂらとの騒動を描いた。
アゴなしゲンとオレは寄生獣
岩明均の漫画『寄生獣』のアニメ化および実写映画化を記念し『月刊アフタヌーン』2014年11月号に読み切りを掲載。原作の泉新一と同様に美津代の家に匿われたゲンとケンヂの自堕落な生活が描かれている。この作品について作者の平本は「この話を頂いた時は恐れ多くてお断りをしようと思ったが、一つくらいゲスい『寄生獣』があってもいいかと打ち合わせてみたところ、思ったよりもゲスい内容になってしまった」と評している。

## BeeTV
BeeTVにてキャラクターのセリフが音声化され、全24話が2010年12月20日から配信された。

### キャスト
- ゲン:高田べん
- ケンヂ:松本真
- ハルちゃん:大野千紘
- 月形:東城未来
- ちいちゃん:日野まり
- タキザワ:山本祥太
- 茶羽根太一:高木達也
- ドドイツ:鈴木卓朗